# Ibogaína

Molécula da ibogaina, C_{20}H_{26}N_{2}O

Ibogaína é o princípio ativo da raiz da  iboga. Trata-se de um alcalóide indólico alucinógeno (entre religiosos, enteogênico) supostamente capaz de antagonizar e anular a ação de uma série de alcalóides ou compostos orgânicos nitrogenados de intensa bioatividade sobre o cérebro.

## Origem
Obtida de um arbusto da família Apocynaceae, de origem africana, nas regiões da República do Congo e do Gabão entre os pigmeus e alguns povos bantos, que possivelmente assimilaram essa prática pelo contato com esses misteriosos povos da floresta que são os pigmeus, se praticam rituais com preparados dessa planta denominado, entre as tribos Apindji e Mitsogho, como Buiti. Outros grupos e etnias do Gabão também o utilizam possivelmente a partir desse contato cultural.
De acordo com a antropóloga Labate, há dois tipos de Buiti: o tradicional que surgiu no século XIX - e o sincrético, o mais difundido, que é produto da fusão do primeiro com elementos de outros cultos africanos e da influência da evangelização cristã no continente no início do século XX.

## Propriedades químicas
Quimicamente, a ibogaína é classificada como uma triptamina, análoga à melatonina, estruturalmente semelhante à harmalina.
Segundo estudos, a ibogaína produzir as neuroquímicas necessárias para a remoção da compulsão, criando um hormônio que nosso corpo deixamos de produzir quando chegamos aos 13 anos de idade. Este hormônio chamado GDNF estimula a produção de novos neurotransmissores, que fazem o reajuste dos níveis químicos, fazendo com que a compulsão, a fissura deixem de existir no organismo.
A molécula da ibogaína é: C20H26N2O

## Pesquisas científicas
Um dos primeiros pesquisadores a estudar os potenciais efeitos da ibogaína psicoterápico foi o psiquiatra chileno Claudio Naranjo, na década de 1960s e segundo Freedlander, 2003, o uso da ibogaína para o tratamento da dependência de drogas tem sido baseada em relatos da International Coalition of Addict Self-Help (ICASH) e DASH (Dutch Addict Self-Help Group) de pesquisas realizadas com voluntários desde os anos 80.
Um estudo feito pela Universidade Federal de São Paulo observou que a ibogaína é cinco vezes mais eficiente para interromper a dependência química do que tratamentos já conhecidos. É extraída da raiz da Iboga.
Uma  pesquisa brasileira , realizada entre janeiro de 2005 e março de 2013., foi publicada em 2014 com o título "Treating drug dependence with the aid of ibogaine: A retrospective study", a qual observou que a ibogaína pode interromper dependência de cocaína, crack e outras formas de vício em 72% dos casos.

## Regulamentação
No Brasil, embora não existam restrições legais à ibogaína, o uso da substância como medicamento não está regulamentado.